# 高梁市立福地小学校
高梁市立福地小学校（たかはししりつ しろちしょうがっこう）とは岡山県高梁市落合町福地にある小規模校である。

## 概要
高梁市立福地小学校の通称は、福地小である。

## 沿革
- 明治2年（1869年/1870年） - 近くの大智院の一部を校舎として開学。
- 1873年（明治6年）4月 - 学制発布に伴い夜山小学校創設。
- 1887年（明治20年）4月 - 教育令改正により尋常夜山小学校と改称。
- 1894年（明治27年）4月 - 福地尋常小学校と改称、独立。
- 1926年（大正15年）7月 - 落合尋常小学校福地分教場と改称。
- 1927年（昭和2年）4月 - 落合尋常高等小学校福地分教場と改称。
- 1941年（昭和16年）4月 - 落合国民学校福地分教場と改称。
- 1947年（昭和22年）4月 - 落合小学校福地校舎と改称。
- 1949年（昭和24年）4月 - 福地小学校と改称、独立、校舎改築。
- 1954年（昭和29年）4月 - 町村合併に伴い高梁市立福地小学校と改称。
- 1992年（平成4年）2月 - 校舎改築。

## 行事
福地小学校生徒はホタル祭りで神楽の前座に歌を披露している。元曲はビリーブで、約4年前の学級委員が製作。